# Vlajka Mauricia

Mauricijská vlajka
Poměr stran: 2:3

Mauricijská námořní vlajka
Poměr stran: 1:2

Mauricijská státní námořní vlajka
Poměr stran: 1:2

Mauricijská námořní válečná vlajka
Poměr stran: 26:57

Vlajka Mauricia byla přijata s osamostatněním země, 12. dubna 1968. Má poměr 2:3 a sestává ze čtyř vodorovných pruhů v barvách červené, modré, žluté a zelené.
Barvy mají typický panafrický význam: červená symbolizuje úsilí za dosažení nezávislosti země, modrá moře (konkrétněji Indický oceán), žlutá světlo naděje z vybojované nezávislosti a zelená živou vegetaci ostrova.
Vlajka existuje i tzv. civilním a vládním návrhu, kde tyto čtyři pruhy jsou zmenšeny do levého horního kvadrantu (kantonu) a na modrém resp. červeném pozadí ve vlající části je situován znak Mauricia.

Vlajka mauricijského prezidenta Poměr stran: 2:3

## Historie

Nizozemský Mauricius; Vlajka Nizozemské Východoindické společnosti (1638–1710) Poměr stran: 2:3
Vlajka francouzského krále na Mariciu (1715–1792) Poměr stran: 2:3
Francouzská vlajka na Mauriciu (1792–1810) Poměr stran: 2:3
Vlajka britského Mauricia (1869–1906) Poměr stran: 1:2
Vlajka britského Mauricia (1906–1923) Poměr stran: 1:2
Vlajka britského Mauricia (1923–1968) Poměr stran: 1:2

## Commonwealth
Mauricius je členem Commonwealthu (který užívá vlastní vlajku) a do vyhlášení republiky roku 1992 byl hlavou státu britský panovník (Commonwealth realm), kterého zastupoval generální guvernér (viz seznam vlajek britských guvernérů).
V roce 1960 byla navržena osobní vlajka Alžběty II., určená pro reprezentaci královny v její roli hlavy Commonwealthu na územích, ve kterých neměla jedinečnou vlajku – to byl i případ Mauricia.
V roce 1968 ale byla vytvořena speciální vlajka Alžběty II. na Mauriciu, ale poprvé byla použita až v březnu roku 1972, při návštěvě královny na ostrově (viz seznam vlajek Alžběty II.).  V roce 1992 se Mauricius stal republikou a vlajka tak pozbyla platnosti 

Osobní vlajka královny Alžběty II. na Mauriciu (1960–1968) Poměr stran: 1:1
Vlajka Alžběty II. na Mauriciu (1968–1992) Poměr stran: 1:2
Vlajka mauricijského generálního guvernéra  (1968–1992) Poměr stran: 1:2